# 洛默
洛默（德語：Lohme）是德国梅克伦堡-前波美拉尼亚州的市镇，隶属于前波美拉尼亚-吕根县，总面积为13.78平方千米，截至2020年总人口为449人。